# Bridge Lake Centennial Park
Bridge Lake Centennial Park är en park i Kanada.   Den ligger i provinsen British Columbia, i den centrala delen av landet, 3 300 km väster om huvudstaden Ottawa. Bridge Lake Centennial Park ligger 1 134 meter över havet.
Terrängen runt Bridge Lake Centennial Park är platt åt sydväst, men åt nordost är den kuperad. Trakten runt Bridge Lake Centennial Park är nära nog obefolkad, med mindre än två invånare per kvadratkilometer.. 
I omgivningarna runt Bridge Lake Centennial Park växer i huvudsak barrskog.